# Kerk van Föglö
De kerk van Föglö is een kerk, op het eiland Kyrklandet in de gemeente Föglö, behorende tot de autonome Finse regio Åland. De kerk is vermoedelijk gewijd aan Maria Magdalena.
In de middeleeuwen was dit de moederkerk van de kerk van Sottunga. Sinds 2006 behoort de kerk tot de parochie van de zuidelijke archipel van Åland, waartoe ook de kerken van Sottunga en Kökar behoren.

## Geschiedenis
Uit opgravingen en oude documenten is vastgesteld dat op deze plaats een kerk is gebouwd in de 14e eeuw. Deze was gebouwd van rood graniet (rapakivi). Het oudste deel van de kerk zijn het schip en vermoedelijk ook het koor, die dateren uit die periode.
De toren en portaal werden later toegevoegd. Tijdens de Russische bezetting ("stora ofreden", 1714-1721) werd de kerk platgebrand door de Russen. Na afloop waren er uitgebreide herstelwerkzaamheden nodig, waarbij grote delen van de kerk herbouwd moesten worden.
De kerk kreeg haar huidige uiterlijk na een drastische verbouwing in 1859-1861 waarbij het middeleeuwse schip, het koor en de sacristie grotendeels werden afgebroken. De ontwerptekeningen daarvoor werden gemaakt door de beroemde architect Georg Theodor Chiewitz uit Turku.
In 1966-1967 werden in en rond de kerk archeologische opgravingen gedaan. Daarbij is gereconstrueerd hoe de oorspronkelijke kerk er uit gezien moet hebben. Er zijn echter nog enkele zaken onopgehelderd, zoals dat bleek dat het oorspronkelijke koor qua richting afweek van die van het schip. Tijdens de opgravingen werden in het koor de overblijfselen gevonden van het middeleeuwse altaar, dat tijdens de verbouwing in de jaren 1859-1861 is bedolven onder een laag grond.
Tijdens de opgraving werd ook een gemetselde nis gevonden, waarin een prachtig zilveren relikwiekruis werd gevonden. Oorspronkelijk zat het in een kleine houten kist met metalen beslag. Dat relikwiekruis siert nu het hoofdaltaar. Toen het relikwiekruis werd gevonden, bevatte het nog het originele relikwie: twee kleine botfragmenten die volgens de inscriptie op een bijgevoegd stuk perkament aan Maria Magdalena zouden moeten hebben toebehoord. Bij de opgravingen zijn ook zwaar door brand beschadigde fragmenten van glas in lood gevonden, en 53 middeleeuwse munten, waarvan 17 uit de 14e eeuw.

## Kerkgebouw
De huidige kerk heeft een neogotische bouwstijl. Hij is grotendeels gebouwd uit ruw grijs graniet, in tegenstelling tot het rode graniet dat in Åland gebruikelijk is. Alleen de oudere delen van vóór de verbouwing van 1859 bestaan uit rood graniet. Raam- en deuropeningen zijn bekleed met baksteen.
De plattegrond van de kerk is een kruis met vier benen van gelijke lengte.

## Inventaris
- een middeleeuws zilveren reliekkruis
- een klokje uit de 15e eeuw, dat nog steeds in de toren hangt
- een altaarstuk 'het laatste avondmaal', uit 1759 van de meesterschilder Jonas Bergman (1724–1810)
- een altaarstuk 'het laatste avondmaal', uit 1861 van de hofschilder R.W. Ekman
- een houten crucifix, in 1986 geschonken door de kunstenaar Dick Häggblom

### Orgel
- Het eerste kerkorgel is gebouwd rond 1880.
- In 1911 is het vervangen.
- In 1970 werd opnieuw een nieuw orgel geplaatst, gemaakt in de orgelfabriek van Kangasala.[1] Het front van het huidige orgel is overigens afkomstig van het oude orgel.